# Григорий Сковорода (фильм)
«Григорий Сковорода» — художественный биографический фильм 1959 года, снятый режиссёром Иваном Кавалеридзе на Киевской студии имени А. Довженко

## Сюжет
Фильм о жизни странствующего философа Григория Сковороды (1722—1794), выдающегося украинского гуманиста, поэта, демократа и просветителя. О его взаимоотношениях с императорским двором, царедворцами, духовенством, простым народом.

## В ролях
- Александр Гай — Григорий Сковорода
- Николай Козленко — Сагура
- А. Тюрин — Фёдор Воронихин, мастер росписи фарфора
- Таисия Литвиненко — Параска Сагура
- Юрий Сарычев — Василий Томара
- Николай Пишванов — Остап Кириллович Томара, помещик
- Евгения Веховская — жена помещика Томары
- Иван Ужвий — Никодим Сребницкий
- Яков Козлов — Самуил Миславский
- Анатолий Моторный — Сидор Карпович
- Калерия Землеглядова — императрица Елизавета Петровна
- Алексей Савостьянов — граф А. И. Шувалов
- Анна Николаева — Мавра Шувалова
- Витольд Янпавлис — И. И. Шувалов, фаворит императрицы
- Юрий Лавров — генерал Кричетников
- Алексей Бу́нин — член Академии наук
- Всеволод Быковец — граф А. Г. Разумовский
- Георгий Бабенко — генерал
- Валентин Грудинин — помещик
- Степан Шкурат— эпизод
- Владимир Сошальский — камердинер
- Лука Ляшенко — крепостной

## Съемочная группа
- Сценарий: Иван Кавалеридзе, Н. Петренко
- Постановка: Иван Кавалеридзе
- Оператор: Владимир Войтенко
- Художник: Николай Резник
- Режиссёры: Лука Ляшенко, М. Рыльский
- Художники:
  - по костюмам — Екатерина Гаккебуш
  - по гриму — М. Лосев
- Композитор: Борис Лятошинский
- Звукооператор: Андрей Демиденко
- Редакторы: А.Поляков, Рената Король
- Консультант: доктор филологических наук П. Попов
- Монтаж: И. Карпенко
- Государственный оркестр УССР, дирижёр П. Поляков
- Директор картины: Леонид Низгурецкий

В 2012 году фильм «Григорий Сковорода» был представлен на 5-м Фестивале украинского кино в Кембридже.